# Hierodula multispinulosa
Hierodula multispinulosa är en bönsyrseart som beskrevs av Brunner 1893. Hierodula multispinulosa ingår i släktet Hierodula och familjen Mantidae. Inga underarter finns listade i Catalogue of Life.